# 大聖院 (古河市)
大聖院（だいしょういん）は、茨城県古河市本町（南新町）にある曹洞宗の寺院。山号を玉龍山、寺号を永昌寺、院号を大聖院という。古河公方ゆかりの寺院である。院号は北条氏康の法号による。

## 歴史
大聖院自身の記録類は火災で失われているが、本寺にあたる熊谷・龍淵寺に残された『成田記』（巻一）によれば、戦国時代の大永3年（1523年）、第2代古河公方だった足利政氏が大朝宗賀和尚を迎えて「永昌寺」を開いたことが起源とされている。場所は、近世の古河城域内に創建されたのち古河市内の坂間に移転したとする説と、最初から坂間にあったとする説がある。大朝宗賀（賀蔵主）は成田氏と佐野氏が争った際、両者の和議を仲介したことがあり、その後は佐野盛綱および足利政氏に信頼されていた。
第5代古河公方足利義氏のとき、元亀2年（1571年）に北条氏康が亡くなり、小田原に新たな寺を建立することが検討されたが、すでに早雲寺があることから取り止めとなる。そこで義氏は正室・浄光院の希望により、義父にあたる氏康の寺を古河に建立することにした（『北条記』（巻四の九））。義氏は重臣簗田政信に命じて、氏康の法号からとって大聖院と名づけた寺を市内の坂間に建立する。しかし、後北条氏との関係をめぐって義氏と政信が対立したとき、政信により寺は破壊された。義氏が再建を望んでいたところ、佐野昌綱が協力を申し出たので、天正元年（1573年）、坂間に永昌寺と旧大聖院をあわせた新「大聖院」を建立し、改めて開山を大朝宗賀とした。佐野氏は4代前の盛綱のころ、大朝宗賀を招いて寺を開いたことがあるが、その後、不和になったことを悔やんでいたので、この機会に協力を申し出たと考えられている（『成田記』（巻一））。
江戸時代初期、古河城主が奥平忠昌のころ（1620年頃）、城下町整備にともない坂間から現在地に移転した（『寺記』）。万延元年（1860年）、火災により堂宇を焼失したが、明治42年（1909年）に現在の本堂が再建された。

## 伝承
古河市内の坂間には大聖院が現在地に移転する前の旧跡があるが、その隣には釣鐘沼と呼ばれた沼があった。寺の創建から間もないころ、釣鐘がなかったので、大聖院の僧が上州の聖僧に相談したところ、「南天竜王より竜宮に伝わる名鐘を授かった」と、豆粒程度のものを紙に包んで渡された。帰途、本当に釣鐘になるのか不安に感じた僧が包みを開けると、大きな釣鐘が表れて運べなくなったので、僧は寺に戻り、檀徒を集め、牛車をひいて鐘を持ち帰った。年月を経て、暴風で本堂が壊れたことがあったが、その鐘楼だけは壊れなかった。このとき寺を古河町内に移転させて再建することになり、鐘を運び出そうとしたところ、綱が切れて近くの沼に落ちてしまった。沼の中を探しても見つからなかったため、「竜宮様は坂間の大聖院に鐘を授けたのに、移転しようとしたので、取り上げられてしまった。」と人々は噂しあったという。

## 古河七福神めぐり（弁財天）
山門前左手の三王宮には、弁財天が祀られており、「古河七福神めぐり」コースの一部になっている（現在は観音・地蔵・弁天が合祀）。

## 文化財
- 大聖院大日如来種子板碑：梵字は胎蔵界大日如来を表す種子を刻み、「孝子敬白」の銘文から親への供養塔と考えられる。石材は緑泥片岩。高さ94cm・幅42cm・厚8cm。造立年は不明だが、形状は鎌倉時代の特色をもつ。古河市指定文化財（考古資料）[8] [9]。
- 小杉監物の墓：小杉家は代々古河藩主土井家の家老職にあり、監物も文政13年（1830年）に土井利位から筆頭家老を命じられた。以後、明治維新まで4代の藩主を補佐し、幕末にはよく時勢を見極めて、藩内の意見を勤皇恭順にまとめ上げることで、古河の町を戦火から救った。明治2年（1869年）没。古河市指定文化財（史跡）[10]。
- 枚田水石の墓：枚田水石は古河藩で活躍した江戸時代の画家である。谷文晁に師事し、墨竹画を得意とした。奥原晴湖の師でもある。文久3年（1863年）病没。古河市指定文化財（史跡）[11]。
- 小杉元卿の墓：小杉元卿（善長）は古河藩家老。宝暦12年（1762年）、土井利里が唐津から古河に入封したとき、藩校「盈科堂」も移転するが、移転後の初代校長原双桂を深く理解し助けた。明和4年（1767年）没。古河市指定文化財（史跡）[12]。

## 交通
- 鉄道
  - 東日本旅客鉄道（JR東日本）宇都宮線古河駅西口から徒歩4分（約0.3 km）
  - 東武日光線新古河駅東口から徒歩30分（約2.4 km）